# Magyarforró
Magyarforró (románul: Fărău) falu Romániában, Erdélyben, Fehér megyében.

## Fekvése
Marosújvártól délkeletre, a Küküllő menti dombság alatt, Hari és Magyarszentbenedek közt fekvő település.

## Története
Magyarforró Árpád-kori település. Nevét 1299-ben említette először oklevél.
1303-ban Forrou, 1308-ban Forro néven írták.
1299-ben a közéletben szereplő Forrai nemesek nevében tűnt fel. Ekkor említette egy oklevél Péter comes nevét is, mint királyi embert.
1303-ban itt ítélt az alvajda, ekkor Gambuc szomszédjaként említették.
1329-ben ide való Mihály; Tamás vajda szerviense Kolozsban hatalmaskodott egy oklevél szerint.
Neve 1733-ban Farro, 1808-ban Forró, 1888-ban Magyar-Forró, 1913-tól Magyarforró volt.
A 20. század elején Alsó-Fehér vármegye Marosújvári járásához tartozott.
1910-ben 1124 lakosa volt, ebből 1047 fő román, 59 magyar volt. A népességből 364 fő görögkatolikus, 23 református, 701 görögkeleti ortodox volt.
A 2002-es népszámláláskor 599 lakosa közül 596 fő (99,5%) román, 3 (0,5%) magyar volt.

## Látnivalók
- 1762-ben épült ortodox fatemplom